# Tala rasa

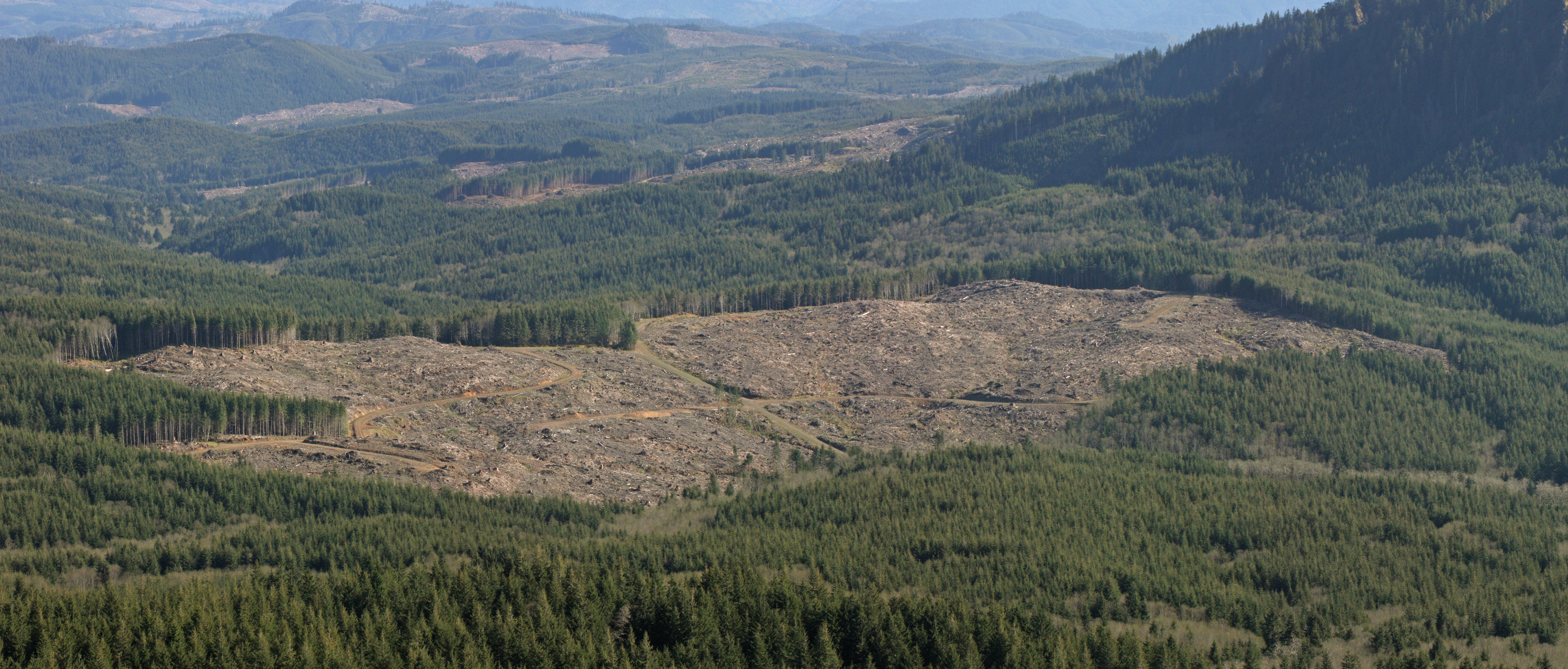
Después de un siglo de tala rasa, este bosque, cerca de la fuente del río Lewis y Clark en el condado de Clatson en Oregón, es un mosaico. En cada parche, la mayoría de los árboles tienen la misma edad.

Tala rasa o tala por clareo es una práctica forestal en la que la mayoría o todos los árboles en un área son taladas de manera uniforme. Junto con la madera de abrigo y la cosecha de árboles semilleros, los silvicultores lo utilizan para crear ciertos tipos de ecosistemas forestales y promover especies seleccionadas que requieren abundante luz solar o que crecen en rodales grandes y uniformes. Las empresas madereras y los sindicatos de trabajadores forestales de algunos países apoyan la práctica por razones científicas, de seguridad y económicas, mientras que los detractores la consideran una forma de deforestación que destruye los hábitats naturales y que contribuye al cambio climático.
La tala rasa es el método de tala más común y económicamente el más rentable. Sin embargo, también puede crear efectos secundarios perjudiciales, como la pérdida de la capa superficial del suelo, cuyos costos son objeto de un intenso debate por parte de intereses económicos, ambientales y de otro tipo. Además del propósito de recolectar madera, la tala se utiliza para crear tierras para la agricultura. En última instancia, los efectos de la tala rasa en la tierra dependerán de qué tan bien o mal se maneje el bosque, y si se convierte a usos de la tierra no forestales después de la tala.
Si bien la deforestación de bosques templados y tropicales a través de la tala rasa ha recibido considerable atención de los medios en los últimos años, los otros grandes bosques del mundo, como la taiga, también conocida como bosques boreales, también están bajo la amenaza de un rápido desarrollo. En Rusia, América del Norte y Escandinavia, entre los medios utilizados para limitar los efectos dañinos de la tala se encuentran la creación de áreas protegidas y la concesión de arrendamientos a largo plazo para cuidar y regenerar árboles, maximizando así las cosechas futuras. Los estudios a largo plazo de los bosques talados, como los estudios de la selva tropical de Pasoh en Malasia, también son importantes para proporcionar información sobre la preservación de los recursos forestales en todo el mundo.

## Tipos
Existen muchas variaciones de tala rasa; las prácticas profesionales más comunes son:
- Tala rasa estándar (uniforme): eliminación de cada tallo (ya sea comercialmente viable o no), para que no quede ningún dosel.
- Tala rasa de parches: eliminación de todos los tallos en un área limitada y predeterminada (parche).
- Tala rasa de franjas: eliminación de todos los tallos en una fila (franja), generalmente colocada perpendicular a los vientos dominantes para minimizar la posibilidad de derribos por temporales de viento.[11]
- Tala rasa con reservas: eliminación de la mayoría de los tallos en pie, salvo algunos reservados para otros fines (por ejemplo, como ganchos para el hábitat de la vida silvestre).
- Tala y quema, la conversión permanente de bosques tropicales y subtropicales para fines agrícolas. Esto es más frecuente en los bosques tropicales y subtropicales de las regiones superpobladas de los países en vías de desarrollo  y menos desarrollados. La tala y quema implica la eliminación de todos los tallos en un área en particular. Las técnicas de tala y quema suelen ser utilizadas por civiles en busca de tierras para la vida y la agricultura. Primero se tala el bosque y se quema el material restante. Una de las fuerzas impulsoras de este proceso es el resultado de la superpoblación y la consiguiente expansión. Estos métodos también se producen como resultado de la agricultura comercial. La madera aserrada se vende con fines de lucro y la tierra, limpia de todos los arbustos restantes y apta para el desarrollo agrícola, se vende a los agricultores.[5]
- Tala selectiva: que se puede realizar para la extracción de madera o por razones ecológicas. cuando se hace así, a menudo se le llama silvicultura ecológica.

La tala rasa contrasta con la tala selectiva en que solo se talan los árboles de valor comercial, dejando todos los demás. Esta práctica puede reducir la viabilidad genética del bosque con el tiempo, dando como resultado una descendencia más pobre o menos vigorosa en pie.[cita requerida] La tala rasa también se diferencia de un sistema de rebrote, ya que permite la revegetación de plántulas. Además, las formas destructivas de manejo forestal se denominan comúnmente "tala".

## Regeneración, cosecha o sistema de tala rasa

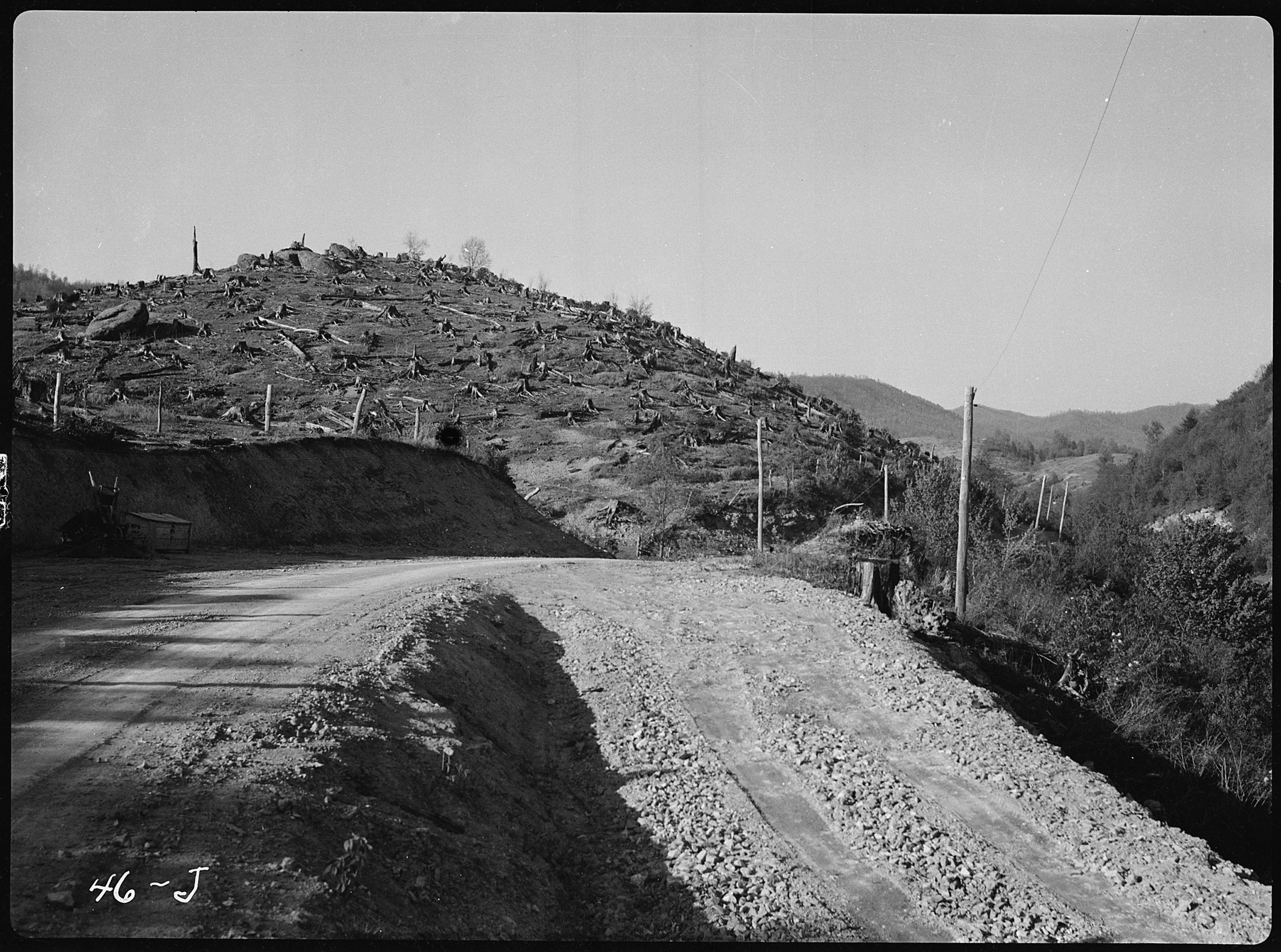
Tala rasa en las montañas Blue Ridge (Tennessee) en 1936.

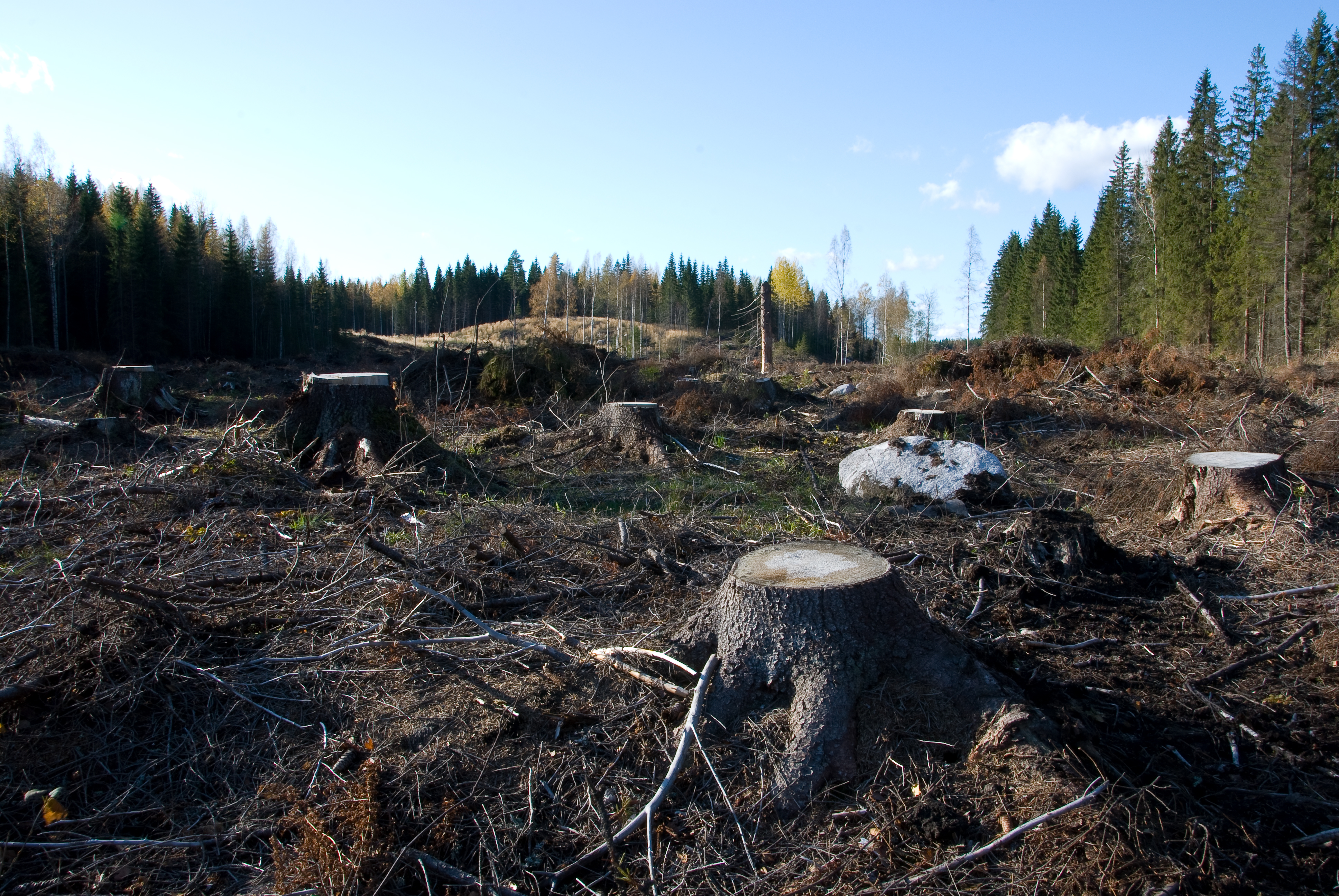
Tala rasa en el sur de Finlandia.

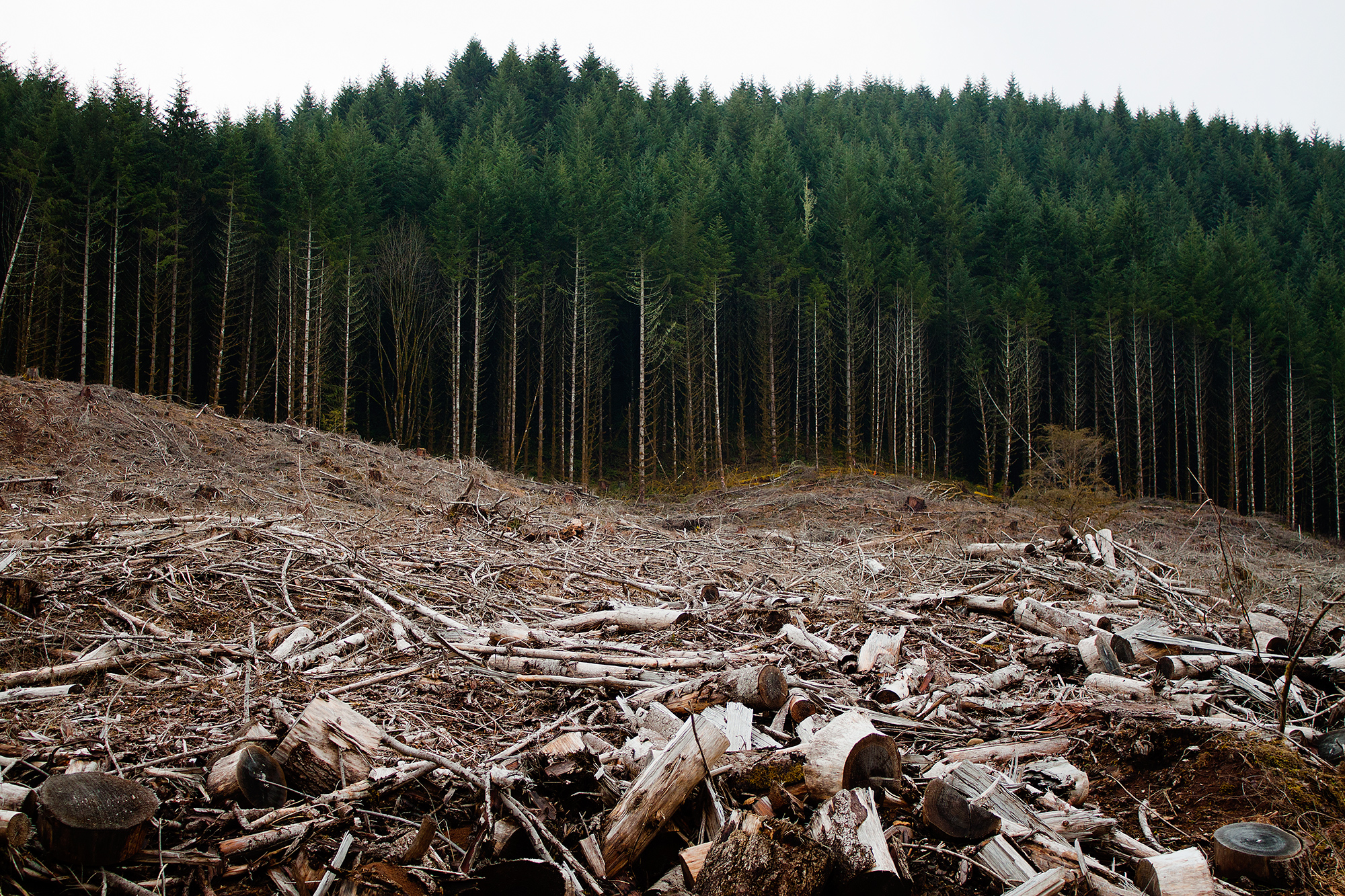
Tala rasa cerca de Eugene, Oregón.

La tala rasa se puede entender como:
- Un método de cosecha para la explotación completa y la eliminación de todos los árboles en una sola operación.
- Un método para regenerar una comunidad de edad uniforme mediante la eliminación de todos los árboles maduros.
- Un sistema silvícola que incorpora el método de tala rasa para remover (limpiar) una comunidad arbórea madura en un área considerable a la vez.

## Efectos sobre el ambiente
Los grupos ambientalistas critican la tala de árboles como destructiva para el agua, el suelo, la vida silvestre y la atmósfera, y recomiendan el uso de alternativas sostenibles. La tala rasa tiene un gran impacto en el ciclo del agua. Los árboles retienen agua y tierra vegetal. La tala de árboles en los bosques elimina los árboles que de otro modo habrían estado transpirando grandes volúmenes de agua y también daña físicamente los pastos, musgos, líquenes y helechos que pueblan el sotobosque. Toda esta biomasa normalmente retiene agua durante las precipitaciones. La eliminación o el daño de la biota reduce la capacidad local de retener agua, lo que puede exacerbar las inundaciones y provocar una mayor lixiviación de nutrientes del suelo. La pérdida máxima de nutrientes ocurre alrededor del segundo año y vuelve a los niveles previos a la tala rasa hacia el cuarto año.
La tala rasa también evita que los árboles den sombra a las riberas de los cursos de agua, lo que eleva la temperatura de las riberas y de los ríos, contribuyendo a la extinción de algunas especies de peces y anfibios. Debido a que los árboles ya no retienen el suelo, las riberas de los ríos se erosionan cada vez más como sedimentos en el agua, creando un exceso de nutrientes que exacerban los cambios en el río y crean problemas a kilómetros de distancia, en el mar. Todos los sedimentos y nutrientes adicionales que se filtran a los cursos de agua hacen que aumente la acidez del mismo, lo que puede matar la vida marina si el aumento es lo suficientemente grande. Se encontró que el contenido de nutrientes del suelo regresa al cinco por ciento de los niveles previos a la tala después de 64 años, lo que demuestra cómo la tala afecta el ambiente durante muchos años.

La tala rasa puede destruir la integridad ecológica de un área de varias formas, entre ellas: la destrucción de zonas de amortiguamiento que reducen la gravedad de las inundaciones al absorber y retener agua; la eliminación inmediata del dosel del bosque, que destruye el hábitat de muchos insectos y bacterias dependientes de la selva; la eliminación de los sumideros de carbono de los bosques, que conduce al calentamiento global a través del aumento de la acumulación de dióxido de carbono natural e inducido por el hombre en la atmósfera; la eliminación de especies de peces y vida silvestre debido a la erosión del suelo y la pérdida de hábitat; la eliminación de gusanos, hongos y bacterias subterráneos que acondicionan el suelo y protegen de las enfermedades a las plantas que crecen en él; la pérdida de oportunidades económicas a pequeña escala, como la recolección de frutas, la extracción de savia y la extracción de caucho; y la destrucción de valores estéticos y oportunidades recreativas.

### Impactos negativos
La tala rasa puede tener importantes impactos negativos, tanto para los seres humanos como para la flora y fauna locales. Un estudio de la Universidad de Oregón encontró que en ciertas zonas, las áreas que estaban taladas tenían casi tres veces la cantidad de erosión debido a los deslizamientos de tierra. Cuando se tomaron en cuenta los caminos requeridos por la tala rasa, el aumento en la actividad de deslizamientos pareció ser aproximadamente cinco veces mayor en comparación con las áreas boscosas cercanas. Las carreteras construidas para la tala rasa interrumpen el drenaje superficial normal porque las carreteras no son tan permeables como la cubierta normal del suelo. Los caminos también cambian el movimiento del agua subterránea debido a la redistribución del suelo y la roca. La tala rasa puede conducir a un aumento del caudal de los arroyos durante las tormentas, pérdida de hábitat y diversidad de especies, oportunidades para especies invasoras y de maleza, e impactos negativos en el paisaje, así como una disminución en el valor de las propiedades; menores oportunidades de recreación, caza y pesca. La tala rasa disminuye la ocurrencia de perturbaciones naturales como incendios forestales y desarraigo natural. Con el tiempo, esto puede agotar el banco de semillas local.
En climas templados y boreales, la tala puede afectar la profundidad de la nieve, que suele ser mayor en un área de tala que en el bosque, debido a la falta de interceptación y evapotranspiración . Esto da como resultado menos escarcha en el suelo, que en combinación con niveles más altos de luz solar directa da como resultado que la nieve se derrita más pronto en la primavera y una escorrentía máxima más temprana.
Las selvas tropicales del mundo podrían desaparecer por completo en cien años al ritmo actual de deforestación. Entre junio de 2000 y junio de 2008 se talaron más de 150 000 kilómetros cuadrados de selva tropical en la Amazonía brasileña. Ya se han perdido enormes áreas de bosque. Por ejemplo, solo queda entre el ocho y el catorce por ciento del bosque atlántico en América del Sur. Si bien las tasas de deforestación se han desacelerado desde 2004, se espera que la pérdida de bosques continúe en el futuro. Los agricultores talan y queman grandes parcelas de bosque todos los años para crear pastos y tierras de cultivo, pero el suelo pobre en nutrientes del bosque a menudo hace que la tierra no sea apta para la agricultura, y en uno o dos años, los agricultores continúan su camino.

### Perspectivas positivas
Se puede practicar la tala rasa para estimular el crecimiento y la proliferación de especies de árboles que requieren una alta intensidad de luz. Generalmente, un área de cosecha más amplia que el doble de la altura de los árboles adyacentes ya no estará sujeta a la influencia moderadora del bosque en el microclima. El ancho del área de cosecha puede determinar qué especies llegarán a dominar. Se pueden establecer aquellos con alta tolerancia a temperaturas extremas, humedad del suelo y resistencia al ramoneo, en particular especies pioneras sucesionales secundarias.

La tala rasa se utiliza para ayudar a regenerar especies que no pueden competir en bosques maduros. Algunos de ellos son el álamo temblón, el pino de Banks y, en áreas con suelos pobres, los robles, son especies importantes tanto para la caza como para las especies silvestres. La tala rasa también puede conducir a una mayor diversidad de plantas vasculares en el área. Esto es más pronunciado después de un par de años de tala y en bosques ricos en hierbas donde tuvo lugar la escarificación.
No se observaron cambios significativos en la temperatura del agua cuando la tala rasa de parches se realizó a 100 pies de distancia de un río. Esto sugiere que la tala de parches es una posible solución a las preocupaciones sobre los cambios en la temperatura del agua debido a la tala. En este estudio no se examinaron los efectos de la tala rasa sobre el contenido de nutrientes del suelo.
Más recientemente, se ha descubierto que la tala de rodales de robles ayuda a regenerar los bosques de robles en áreas de suelo pobre. Las copas de los árboles en los robledales a menudo dan sombra al suelo, lo que hace imposible que crezcan robles recién brotados. Cuando se eliminan los árboles maduros, los árboles jóvenes tienen la posibilidad de incorporarse al bosque.

### Efectos sobre la vida silvestre
La principal destrucción de la tala rasa es hacia los hábitats, haciéndolos más vulnerables a los daños causados por insectos, enfermedades, lluvia ácida y viento en el futuro. La remoción de todos los árboles de un área destruye los hábitats físicos de muchas especies silvestres. También la tala de árboles puede contribuir a problemas para los ecosistemas que dependen de los bosques, como los arroyos y ríos que los atraviesan.
En Canadá, la población de ciervos de cola negra corre un mayor riesgo después de la tala rasa. Los ciervos son una fuente de alimento para lobos y pumas, así como para las Primeras Naciones y otros cazadores. Si bien es posible que los ciervos no estén en riesgo en las ciudades y el espacio rural, donde se los puede ver corriendo por vecindarios y alimentándose en las granjas, en las áreas de mayor altitud requieren refugio forestal.